# Projet CF-CPA
Le Projet CF-CPA est une initiative de récupération et de restauration visant à remettre en état de vol le Lockheed Lodestar immatriculé CF-CPA. Cet appareil, redécouvert en 2004 après plus de quatre décennies abandonné dans la toundra québécoise, fait l'objet d'un projet mené par des passionnés d'aviation. Leur objectif est de rendre hommage à l'héritage du CF-CPA et à son rôle dans les régions isolées du Canada tout en le restaurant à son état d'origine.

## Historique
Le Projet CF-CPA a vu le jour à la suite de la redécouverte du Lockheed Lodestar CF-CPA par Patrick Cloutier, un pilote de brousse, lors d'un survol du nord du Québec. Cet avion, ayant servi pour Canadian Pacific Airlines, a marqué l'histoire de l'aviation au Canada. L'atterrissage forcé de l'appareil en 1960 dans une région reculée a laissé l'avion oublié pendant plusieurs décennies, jusqu'à ce que les membres du projet entreprennent sa récupération et sa restauration dans le but de le remettre en vol et de préserver un morceau d'histoire aéronautique canadienne.

### L'accident
Le 20 août 1960, le CF-CPA est victime d'une panne de carburant lors d'une mission de photographie aérienne. Le pilote, M. A. Savoie, effectue un atterrissage d'urgence près du lac Weeks, au nord du 55ème parallèle. Aucun des trois occupants n'est gravement blessé, et l'équipage est secouru par un hélicoptère de Spartan Air Services Limited, piloté par Nelson Bentley,. L'avion est abandonné sur place en raison de l'isolement extrême du site.
| Année        | Événement                                                                             |
| ------------ | ------------------------------------------------------------------------------------- |
| 1939-1940    | Construit pour la Dutch East Indies Air Force.                                        |
| 1942         | Réquisitionné par l'US Army Air Corps, non utilisé par cette dernière.                |
| 1943         | Remis à Canadian Pacific Airlines et immatriculé CF-CPA.                              |
| 1950-1955    | Utilisé par Hollinger Ungava Transport.                                               |
| 1955-1960    | Opéré par E.D. Bourque Aerial Photography pour des missions de photographie aérienne. |
| 20 août 1960 | Atterrissage d'urgence près du lac Weeks en raison d'une panne de carburant.          |
| 2004         | Redécouvert par Patrick Cloutier.                                                     |
| 2007         | Lancement officiel du Projet CF-CPA.                                                  |

## Réalisations du projet
| Année | Activité |
| ----- | --- |
| 2004  | Redécouverte de l'avion par Patrick Cloutier.                                                                  |
| 2007  | Évaluation initiale sur site. Le fuselage est relevé et les roues déployées pour la première fois depuis 1960. |
| 2009  | L'avion est déplacé vers une zone plus accessible près du lac Weeks.                                           |

Le site officiel du projet CF-CPA n'est plus en ligne, et aucune information récente n'est disponible concernant l'état actuel du projet.

## Héritage
Le lac Weeks, situé à proximité du site de l'accident, a été renommé Lac du CF-CPA en 2011 par la Commission de toponymie du Québec.